# Coppa Italia 2002/03
Die Coppa Italia 2002/03, der bedeutendste italienische Pokalwettbewerb, begann in der Saison 2002/03 am 18. August 2002 mit den ersten Gruppenspielen. Die beiden Finalspiele fanden am 20. und 31. Mai 2003 zwischen der AS Rom und dem AC Mailand statt. Milan konnte das Finale nach einem 4:1-Auswärtserfolg im Stadio Olimpico und einem 2:2 im heimischen Giuseppe-Meazza-Stadion mit einem Endstand von 6:3 für sich entscheiden und feierte damit den fünften und bisher letzten Coppa-Italia-Titel in der Vereinsgeschichte.

## Modus
An der 55. Auflage der Coppa Italia nahmen insgesamt 48 Mannschaften aus den drei höchsten Spielklassen Italiens teil. Die höchste Spielklasse, die Serie A, stellte insgesamt 18 Vereine. Dabei waren die ersten acht Mannschaften der Abschlusstabelle der Vorsaison direkt für das Achtelfinale gesetzt. Die Mannschaften der Plätze 9–14 der vorangegangenen Saison sowie die beiden besten Aufsteiger der vergangenen Serie B Saison waren wiederum für die Qualifikationsrunde gesetzt.
Die acht verbliebenen Plätze für die Qualifikationsrunde wurden in einer Gruppenphase ausgespielt. In acht Gruppen mit je vier Mannschaften spielten in jedem Fall die 20 Mannschaften der Serie B, die Absteiger der vergangenen Serie B sowie die Aufsteiger der Serie C1 (heute Lega Pro Prima Divisione) und die Finalisten der vergangenen Coppa Italia der Serie C. Da die AS Livorno als Aufsteiger in die Serie B gleichzeitig den Coppa Italia der Serie C gewinnen konnte und der AC Florenz aufgrund von finanziellen Nöten in die Serie C2 (heute Lega Pro Seconda Divisione) zwangsabstieg, verblieben nun sechs Plätze in der Gruppenphase, die mit den besten Nicht-Aufsteigern der Serie C1 der Saison 2001/02 aufgefüllt wurden. Dementsprechend waren dies jeweils drei Vereine der Girone A und der Girone B.
Nur die jeweiligen Gruppenersten stießen dann in die Qualifikationsrunde vor.
In der Gruppenphase spielte jeder ein Spiel gegen jeden, ab der Qualifikationsrunde für das Achtelfinale wurde jeweils ein Hin- und Rückspiel ausgetragen.
Bei Punktgleichheit in der Gruppenphase wurden zuerst die Tordifferenz und die erzielten Tore als Vergleich herangezogen. Sollte immer noch keine Entscheidung gefunden sein, zählte der direkte Vergleich, ehe schließlich das Los entschied. Sollten sich jedoch die entsprechenden Mannschaften im letzten Gruppenspiel gegenübergestanden haben, wurde mit einer Verlängerung von zweimal 15 Minuten inklusive Golden Goal und einem möglichen Elfmeterschießen eine Entscheidung erspielt, sofern mit dem Spielstand nach 90 Minuten die oben genannten Kriterien erfüllt wurden.

## Gruppenphase

### Gruppe A
| Pl. | Verein               | Sp. | S | U | N | Tore    | Diff. | Punkte |
| --- | -------------------- | --- | - | - | - | ------- | ----- | ------ |
| 1.  | Sampdoria Genua      | 3   | 2 | 1 | 0 | 006:200 | +4    | 07     |
| 2.  | CFC Genua            | 3   | 1 | 1 | 1 | 004:400 | ±0    | 04     |
| 3.  | AS Lucchese Libertas | 3   | 0 | 2 | 1 | 003:400 | −1    | 02     |
| 4.  | AC Siena             | 3   | 0 | 2 | 1 | 002:500 | −3    | 02     |

| 1. Spieltag          |     |                      |
| AS Lucchese Libertas | 1:2 | CFC Genua            |
| Sampdoria Genua      | 3:0 | AC Siena             |
| 2. Spieltag          |     |                      |
| AC Siena             | 1:1 | AS Lucchese Libertas |
| CFC Genua            | 1:2 | Sampdoria Genua      |
| 3. Spieltag          |     |                      |
| AC Siena             | 1:1 | CFC Genua            |
| AS Lucchese Libertas | 1:1 | Sampdoria Genua      |

### Gruppe B
| Pl. | Verein             | Sp. | S | U | N | Tore    | Diff. | Punkte |
| --- | ------------------ | --- | - | - | - | ------- | ----- | ------ |
| 1.  | Vicenza Calcio     | 3   | 3 | 0 | 0 | 008:200 | +6    | 09     |
| 2.  | UC Albinoleffe     | 3   | 1 | 1 | 1 | 003:400 | −1    | 04     |
| 3.  | FBC Unione Venedig | 3   | 1 | 0 | 2 | 004:500 | −1    | 03     |
| 4.  | Spezia Calcio      | 3   | 0 | 1 | 2 | 001:500 | −4    | 01     |

| 1. Spieltag        |     |                    |
| UC Albinoleffe     | 2:1 | FBC Unione Venedig |
| Spezia Calcio      | 0:3 | Vicenza Calcio     |
| 2. Spieltag        |     |                    |
| FBC Unione Venedig | 2:1 | Spezia Calcio      |
| Vicenza Calcio     | 3:1 | UC Albinoleffe     |
| 3. Spieltag        |     |                    |
| FBC Unione Venedig | 1:2 | Vicenza Calcio     |
| Spezia Calcio      | 0:0 | UC Albinoleffe     |

### Gruppe C
| Pl. | Verein        | Sp. | S | U | N | Tore    | Diff. | Punkte |
| --- | ------------- | --- | - | - | - | ------- | ----- | ------ |
| 1.  | US Triestina  | 3   | 2 | 1 | 0 | 004:100 | +3    | 07     |
| 2.  | AS Cittadella | 3   | 1 | 1 | 1 | 003:200 | +1    | 04     |
| 3.  | Hellas Verona | 3   | 1 | 1 | 1 | 002:300 | −1    | 04     |
| 4.  | FBC Treviso   | 3   | 0 | 1 | 2 | 003:600 | −3    | 01     |

| 1. Spieltag   |     |               |
| US Triestina  | 2:0 | Hellas Verona |
| AS Cittadella | 3:1 | FBC Treviso   |
| 2. Spieltag   |     |               |
| Hellas Verona | 1:0 | AS Cittadella |
| FBC Treviso   | 1:2 | US Triestina  |
| 3. Spieltag   |     |               |
| FBC Treviso   | 1:1 | Hellas Verona |
| US Triestina  | 0:0 | AS Cittadella |

### Gruppe D
| Pl. | Verein          | Sp. | S | U | N | Tore    | Diff. | Punkte |
| --- | --------------- | --- | - | - | - | ------- | ----- | ------ |
| 1.  | FC Empoli       | 3   | 2 | 0 | 1 | 006:300 | +3    | 06     |
| 2.  | AS Livorno      | 3   | 2 | 0 | 1 | 006:500 | +1    | 06     |
| 3.  | US Pistoiese    | 3   | 1 | 0 | 2 | 004:500 | −1    | 03     |
| 4.  | Cagliari Calcio | 3   | 1 | 0 | 2 | 002:500 | −3    | 03     |

| 1. Spieltag     |     |                 |
| AS Livorno      | 2:1 | Cagliari Calcio |
| US Pistoiese    | 2:1 | FC Empoli       |
| 2. Spieltag     |     |                 |
| FC Empoli       | 2:1 | AS Livorno      |
| Cagliari Calcio | 1:0 | US Pistoiese    |
| 3. Spieltag     |     |                 |
| FC Empoli       | 3:0 | Cagliari Calcio |
| AS Livorno      | 3:2 | US Pistoiese    |

### Gruppe E
| Pl. | Verein         | Sp. | S | U | N | Tore    | Diff. | Punkte |
| --- | -------------- | --- | - | - | - | ------- | ----- | ------ |
| 1.  | Ancona Calcio  | 3   | 3 | 0 | 0 | 006:100 | +5    | 09     |
| 2.  | Ascoli Calcio  | 3   | 1 | 1 | 1 | 003:500 | −2    | 04     |
| 3.  | US Lecce       | 3   | 0 | 2 | 1 | 004:500 | −1    | 02     |
| 4.  | Pescara Calcio | 3   | 0 | 1 | 2 | 001:300 | −2    | 01     |

| 1. Spieltag    |     |                |
| Pescara Calcio | 1:1 | US Lecce       |
| Ancona Calcio  | 3:0 | Ascoli Calcio  |
| 2. Spieltag    |     |                |
| US Lecce       | 1:2 | Ancona Calcio  |
| Ascoli Calcio  | 1:0 | Pescara Calcio |
| 3. Spieltag    |     |                |
| Ascoli Calcio  | 2:2 | US Lecce       |
| Pescara Calcio | 0:1 | Ancona Calcio  |

### Gruppe F
| Pl. | Verein             | Sp. | S | U | N | Tore    | Diff. | Punkte |
| --- | ------------------ | --- | - | - | - | ------- | ----- | ------ |
| 1.  | Ternana Calcio     | 3   | 1 | 2 | 0 | 007:500 | +2    | 05     |
| 2.  | SSC Neapel         | 3   | 1 | 1 | 1 | 004:300 | +1    | 04     |
| 3.  | SS Virtus Lanciano | 3   | 1 | 1 | 1 | 005:700 | −2    | 04     |
| 4.  | Salernitana Calcio | 3   | 0 | 2 | 1 | 004:500 | −1    | 02     |

| 1. Spieltag        |     |                    |
| SS Virtus Lanciano | 0:3 | SSC Neapel         |
| Salernitana Calcio | 2:2 | Ternana Calcio     |
| 2. Spieltag        |     |                    |
| Ternana Calcio     | 3:3 | SS Virtus Lanciano |
| SSC Neapel         | 1:1 | Salernitana Calcio |
| 3. Spieltag        |     |                    |
| Ternana Calcio     | 2:0 | SSC Neapel         |
| SS Virtus Lanciano | 2:1 | Salernitana Calcio |

### Gruppe G
| Pl. | Verein         | Sp. | S | U | N | Tore    | Diff. | Punkte |
| --- | -------------- | --- | - | - | - | ------- | ----- | ------ |
| 1.  | AS Bari        | 3   | 3 | 0 | 0 | 009:100 | +8    | 09     |
| 2.  | Cosenza Calcio | 3   | 1 | 1 | 1 | 003:200 | +1    | 04     |
| 3.  | FC Crotone     | 3   | 0 | 2 | 1 | 001:400 | −3    | 02     |
| 4.  | Catania Calcio | 3   | 0 | 1 | 2 | 001:700 | −6    | 01     |

| 1. Spieltag    |     |                |
| Catania Calcio | 0:0 | FC Crotone     |
| Cosenza Calcio | 0:1 | AS Bari        |
| 2. Spieltag    |     |                |
| AS Bari        | 4:0 | Catania Calcio |
| FC Crotone     | 0:0 | Cosenza Calcio |
| 3. Spieltag    |     |                |
| Catania Calcio | 1:3 | Cosenza Calcio |
| AS Bari        | 4:1 | FC Crotone     |

### Gruppe H
| Pl. | Verein            | Sp. | S | U | N | Tore    | Diff. | Punkte |
| --- | ----------------- | --- | - | - | - | ------- | ----- | ------ |
| 1.  | Reggina Calcio    | 3   | 2 | 1 | 0 | 004:000 | +4    | 07     |
| 2.  | US Palermo        | 3   | 1 | 1 | 1 | 005:200 | +3    | 04     |
| 3.  | AS Taranto Calcio | 3   | 1 | 0 | 2 | 001:700 | −6    | 03     |
| 4.  | ACR Messina       | 3   | 0 | 2 | 1 | 001:200 | −1    | 02     |

| 1. Spieltag       |     |                   |
| AS Taranto Calcio | 0:3 | Reggina Calcio    |
| ACR Messina       | 1:1 | US Palermo        |
| 2. Spieltag       |     |                   |
| US Palermo        | 4:0 | AS Taranto Calcio |
| Reggina Calcio    | 0:0 | ACR Messina       |
| 3. Spieltag       |     |                   |
| US Palermo        | 0:1 | Reggina Calcio    |
| AS Taranto Calcio | 1:0 | ACR Messina       |

## Qualifikationsrunde
Die qualifizierten Gruppensieger hatten im Hinspiel Heimrecht. Bei Torgleichstand galt die Auswärtstorregel. Die Ergebnisse sind stets aus der Sicht der erstgenannten Mannschaft zu betrachten.
|                 | Gesamt    |                  | Hinspiel | Rückspiel |
| --------------- | --------- | ---------------- | -------- | --------- |
| Ancona Calcio   | 4:2       | Brescia Calcio   | 1:1      | 3:1       |
| US Triestina    | 3:0       | Como Calcio      | 1:0      | 2:0       |
| Ternana Calcio  | 1:3       | Piacenza Calcio  | 1:1      | 0:2       |
| AS Bari         | 4:2       | Udinese Calcio   | 4:1      | 0:1       |
| Sampdoria Genua | 2:1       | Atalanta Bergamo | 1:0      | 1:1       |
| Vicenza Calcio  | 3:2       | AC Parma         | 2:0      | 1:2 n. V. |
| Reggina Calcio  | (a)2:2(a) | FC Modena        | 1:0      | 1:2       |
| FC Empoli       | 3:2       | Torino Calcio    | 1:1      | 2:1       |

## Achtelfinale
|                 | Gesamt          |                | Hinspiel | Rückspiel |
| --------------- | --------------- | -------------- | -------- | --------- |
| Sampdoria Genua | 1:3             | AC Perugia     | 1:1      | 0:2       |
| Ancona Calcio   | 2:6             | AC Mailand     | 1:1      | 1:5       |
| AS Bari         | 3:1             | Inter Mailand  | 1:0      | 2:1       |
| Lazio Rom       | 4:1             | FC Empoli      | 2:0      | 2:1       |
| US Triestina    | 2:2 (1:4 i. E.) | AS Rom         | 1:1      | 1:1 n. V. |
| Vicenza Calcio  | 3:1             | FC Bologna     | 1:1      | 2:0       |
| Reggina Calcio  | 1:2             | Juventus Turin | 0:2      | 1:0       |
| Piacenza Calcio | (a)1:1(a)       | Chievo Verona  | 1:1      | 0:0       |

## Viertelfinale
|                | Gesamt |               | Hinspiel | Rückspiel |
| -------------- | ------ | ------------- | -------- | --------- |
| Vicenza Calcio | 4:8    | AS Rom        | 1:2      | 3:6       |
| Lazio Rom      | 2:1    | AS Bari       | 2:1      | 0:0       |
| Juventus Turin | 1:4    | AC Perugia    | 1:2      | 0:2       |
| AC Mailand     | 5:2    | Chievo Verona | 0:0      | 5:2       |

## Halbfinale
|            | Gesamt |            | Hinspiel | Rückspiel |
| ---------- | ------ | ---------- | -------- | --------- |
| AC Perugia | 1:2    | AC Mailand | 0:0      | 1:2       |
| Lazio Rom  | 1:3    | AS Rom     | 1:2      | 0:1       |

## Finale

### Hinspiel
| AS Rom                                             | AS Rom | AC Mailand | AC Mailand |
| -------------------------------------------------- | --- | --- | ---------- |
| AS Rom                                             | \| 20. Mai 2003 um 20:50 Uhr in Rom (Stadio Olimpico) \| \| Ergebnis: 1:4 (1:0) \| \| Schiedsrichter: Gianluca Paparesta (Bari) \| | \| 20. Mai 2003 um 20:50 Uhr in Rom (Stadio Olimpico) \| \| Ergebnis: 1:4 (1:0) \| \| Schiedsrichter: Gianluca Paparesta (Bari) \| | AC Mailand |
| AS Rom                                             | Ivan Pelizzoli – Jonathan Zebina, Walter Samuel, Christian Panucci, Cafu (86. Gianni Guigou) – Damiano Tommasi, Emerson (80. Daniele De Rossi), Olivier Dacourt, Vincent Candela – Antonio Cassano (76. Marco Delvecchio), Francesco Totti Cheftrainer: Fabio Capello | Christian Abbiati – Dario Šimić (69. Kacha Kaladse), Martin Laursen, Roque Júnior, Thomas Helveg – Cristian Brocchi, Fernando Redondo, Massimo Ambrosini, Serginho (86. Samuele Dalla Bona) – Jon Dahl Tomasson (71. Andrij Schewtschenko), Rivaldo Cheftrainer: Carlo Ancelotti | AC Mailand |
| AS Rom                                             | 1:0 Francesco Totti (28.) | 1:1 Serginho (62.) 1:2 Massimo Ambrosini (70.) 1:3 Serginho (72.) 1:4 Andrij Schewtschenko (89.) | AC Mailand |
| 20. Mai 2003 um 20:50 Uhr in Rom (Stadio Olimpico) | | |            |
| Ergebnis: 1:4 (1:0)                                | | |            |
| Schiedsrichter: Gianluca Paparesta (Bari)          | | |            |

### Rückspiel
| AC Mailand                                                     | AC Mailand | AS Rom | AS Rom |
| -------------------------------------------------------------- | --- | --- | ------ |
| AC Mailand                                                     | \| 31. Mai 2003 um 20:50 Uhr in Mailand (Giuseppe-Meazza-Stadion) \| \| Ergebnis: 2:2 (0:0) \| \| Schiedsrichter: Roberto Rosetti (Turin) \| | \| 31. Mai 2003 um 20:50 Uhr in Mailand (Giuseppe-Meazza-Stadion) \| \| Ergebnis: 2:2 (0:0) \| \| Schiedsrichter: Roberto Rosetti (Turin) \| | AS Rom |
| AC Mailand                                                     | Matteo Sereni – Dario Šimić (83. Thomas Helveg), Alessandro Nesta, Martin Laursen, Paolo Maldini – Gennaro Gattuso (89. Kacha Kaladse), Fernando Redondo, Clarence Seedorf (60. Rui Costa), Serginho – Rivaldo, Filippo Inzaghi Cheftrainer: Carlo Ancelotti | Ivan Pelizzoli – Jonathan Zebina, Walter Samuel, Christian Panucci, Vincent Candela (85. Diego Fuser) – Damiano Tommasi (54. Marco Delvecchio), Emerson, Olivier Dacourt (78. Daniele De Rossi), Francisco Lima – Francesco Totti, Antonio Cassano Cheftrainer: Fabio Capello | AS Rom |
| AC Mailand                                                     | 1:2 Rivaldo (65.) 2:2 Filippo Inzaghi (90.) | 0:1 Francesco Totti (56.) 0:2 Francesco Totti (64.) | AS Rom |
| AC Mailand                                                     | Francesco Totti, Antonio Cassano | | AS Rom |
| 31. Mai 2003 um 20:50 Uhr in Mailand (Giuseppe-Meazza-Stadion) | | |        |
| Ergebnis: 2:2 (0:0)                                            | | |        |
| Schiedsrichter: Roberto Rosetti (Turin)                        | | |        |

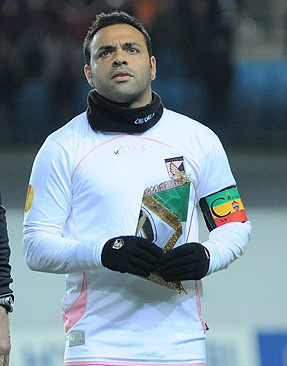
Torschützenkönig Fabrizio Miccoli

Im Hinspiel musste die AS Rom trotz einer 1:0-Pausenführung im heimischen Olympiastadion in der zweiten Halbzeit vier Tore hinnehmen und schien bereits vor dem Spiel in Mailand der sichere Verlierer zu sein.
Jedoch zeigte Milan im Rückspiel Nerven und ließ die Römer einen 2:0-Vorsprung erspielen, wodurch diese nur noch zwei Tore für den Sieg benötigten. Auch durch den sofortigen Anschlusstreffer änderte sich diese Situation nicht, jedoch lagen in der Folge die Nerven bei der Roma blank und sowohl Cassano als auch Totti flogen vom Platz. Das 2:2 kurz vor dem Ende stellte die endgültige Entscheidung zugunsten des AC Mailand dar. Im Gesamtergebnis gewann Milan mit 6:3.
Für Carlo Ancelotti war es der erste Coppa-Italia-Titel seiner Trainerkarriere. Zuvor konnte er die Trophäe vier Mal als Spieler gewinnen, interessanterweise jedes Mal mit seinem Gegner, der AS Rom.
Die Überraschungsmannschaft des Turniers, der AC Perugia, stellte den Torschützenkönig dieser Coppa. Fabrizio Miccoli konnte für seine Mannschaft fünf Treffer verbuchen, ehe er mit ihr im Halbfinale am späteren Titelträger scheiterte.